# Victoria Garriga Ariño
Victoria Garriga Ariño (Barcelona, 1969) es una arquitecta y museógrafa española.

## Biografía y trayectoria
Realizó sus estudios en la Universidad Politécnica de Cataluña y obtuvo su título de arquitectura en 1995. Ese mismo año comenzó a colaborar con el estudio de Enric Miralles y Benedetta Tagliabue y en 1996 creó el estudio de arquitectura AV62 junto al arquitecto Toño Foraster. Realizó el Máster en Museos y Espacios Efímeors de la  la Escuela Técnica Superior de Arquitectura (ETSAB) en 2006.
Es profesora de diversas universidades españolas y en el extranjero, entre otras temáticas sobre el proyecto arquitectónico, la arquitectura de interiores y el diseño del espacio doméstico. 
Además da conferencias en diferentes escuelas e instituciones sobre arquitectura, urbanismo, diseño, interiorismo comercial, montajes expositivos, espacios efímeros y vivienda. 
A partir de 2010 empezó a implicarse más en el desarrollo de proyectos urbanos sostenibles en países en desarrollo y países en situaciones posteriores a conflictos.
En su visión de la arquitectura pone en el centro a las personas y afirma que "Al fin y al cabo, somos nosotros y nosotras quienes tenemos el poder de hacer que las cosas sucedan, que cambien e, incluso, mejoren".
Señala cuatro objetivos a tener en cuenta a la hora de transformar un barrio dormitorio en una ciudad sostenible, activa e inclusivaː
1. Mejorar los sistemas constructivos que permitan construir rápido y a costo asequible.
2. Implementar efectivamente medidas de sostenibilidad energética y medioambiental: ciclo del agua, energías limpias o reciclaje de residuos.
3. Reflexionar e invertir sobre el espacio público.
4. Trazar estrategias para la dotación de equipamientos y servicios.

En 2012 fundó la asociación de servicios profesionales AV62 Development & Consulting, de planificación y gestión urbana para países en vías de desarrollo, trabajando en Eslovaquia, Daguestán e Irak.
Prefiere hablar de ciudad y no de espacio urbano, como "un organismo tremendamente complejo" con las siguientes característicasː estar conectada interna y externamente; tiene que ser compleja, con la densidad de población suficiente dando posibilidad a que viva gente diversa, con existencia de conflictos que se puedan resolve y con actividad económica, necesaria para que se pueda vivir y trabajar en ella.

## Principales trabajos
Garriga tiene en su haber una larga lista de proyectos residenciales de reforma y obra nueva y también importantes proyectos de planificación urbana en Irak como el realizado en 2011 en el Distrito de Adhamiya de Bagdad y en 2012 la propuesta urbana para Mosul.
Algunos de sus trabajos destacados sonː 
2014-2016ː Museo Marítimo de Barcelona (equipamientos) 
2012ː Museo Nacional de Afganistán, Kabul.
2011ː Museo Cristóbal Balenciaga en Guipúzkoa (proyecto de interiorismo).
2011ː Escuelas públicas de Sardañola del Vallés, Barcelona. 
2008ː Escuela pública de San Baudilio de Llobregat, Barcelona. 
2006ː Biblioteca Central Jordi Rubió i Balaguer de San Baudilio de Llobregat, Barcelona. 

## Premios y reconocimientos
En la segunda edición de los galardones Vivir con madera (2018), otorgados a los proyectos con madera más innovadores de arquitectura, interiorismo y diseño, recibió el premio al proyecto de interiorismo junto a Toño Foraster, por su reforma de vivienda en la calle Provenza de Barcelona.
Con el proyecto por la revitalización y desarrollo del Distrito de Adhamiya en Bagdad (2011) ganó el primer premio en el concurso convocado por el Ayuntamiento de la ciudad y el segundo premio en el concurso internacional para la Rehabilitación Urbana de la Ciudadela de Erbil en Kurdistán.
Es patrona de la Fundación Arquitectura Contemporánea, con interés en el fomento de la arquitectura contemporánea con una proyección pública hacia las condiciones de vida de la ciudadanía.